# Neutralizare

Animație care pune în evidență titrarea: un acid tare reacționează cu o bază tare (pentru colorație s-a folosit fenolftaleină).

În chimie, neutralizarea este un tip de reacție chimică în care un acid reacționează cantitativ cu o bază, iar ca produși de reacție se obține o sare și apă. În final, pentru ca reacția să fie completă cantitativ, soluția obținută nu are proprietăți bazice, dar nici acide (atingerea „punctului de echivalență”, în care pHul va fi egal cu 7).
Cel mai simplu exemplu este reacția dintre hidroxid de sodiu și acid clorhidric, cu obținerea clorurii de sodiu:
{\displaystyle {\ce {{HCl}+ {NaOH}-> {NaCl}+ {H2O}}}}

## Aplicații
Principala utilizare a reacției de neutralizare în chimia analitică cantitativă este titrimetria, o metodă utilizată pentru determinarea unei concentrații necunoscute de acid sau de bază. Punctul în care neutralizarea este completă este indicat cu un pH-metru sau de un indicator de pH colorat (de obicei fenolftaleina). Prin calcule simple stoechiometrice, plecând de la volumul inițial și cel final și de la molaritatea compusului titrat, se poate determina molaritatea compusul inițial.